# طرابلس الكبرى (محافظة)
محافظة طرابلس الكبرى هي محافظة ليبية يكون مركزها الإداري في العاصمة طرابلس وهي المحافظة الوحيدة في ليبيا التي تم تأسيسها في فبراير 2010 وربما في المستقبل تتحول هذه المحافظة إلى مدينة كبيرة وسميت طرابلس الكبرى يلقي هذا المصطلح معارضة شديدة إذ إنه حسب وجهة نظر المعارضة يعني محاولة تهميش المدن والبلدات المجاورة لمدينة طرابلس عاصمة ليبيا تحت هذا المصطلح، يعني المصطلح بشكل رئيسي جنزور وتاجوراء والسواني والنواحي الأربعة إلى جانب طرابلس المركز  ولكن تم إنشاء هذه المحافظة لضم هذه البلديات تحت محافظة وإدارة واحدة.

## السكان
بلغ سكان محافظة طرابلس الكبرى عام 2018 حوالي 3,42 مليون نسمة 2.84 مليون من العاصمة طرابلس ومن المدن الأخرى حوالي 570 ألف نسمة.

## بلديات مدينة  طرابلس العاصمة
- بلدية طرابلس المركز
- بلدية سوق الجمعة
- بلدية أبوسليم
- بلدية حي الأندلس
- بلدية قصر بن غشير
- بلدية عين زارة
- بلدية تاجوراء
- بلدية جنزور
  - بلدية السواني بن آدم